# Ressources éducatives libres
Pour les articles homonymes, voir REL.

Version en français du logo mondial.

L'expression ressources éducatives libres (REL), de l'anglais Open Educational Resources désigne « des matériaux d’enseignement, d'apprentissage ou de recherche appartenant au domaine public ou publiés avec une licence de propriété intellectuelle permettant leur utilisation, adaptation et distribution à titre gratuit ».
En effet, avec Internet et notamment le développement du World Wide Web est né un mouvement mondial lancé par des enseignants et pédagogues, universités, fondations visant à créer et distribuer des ressources éducatives (cours, manuels, logiciels éducatifs, etc.) libres et gratuites. Les REL sont notamment mises en œuvre par le mouvement OpenCourseWare et dans certaines formations en ligne (MOOC).
Le concept de REL a été inspiré par les concepts connexes de logiciel libre et l'open source, les données ouvertes et le libre accès, mais concernant les créations de nature pédagogique (cours, exposés, didacticiels, etc.). 
Les ressources éducatives libres participent aussi à l'éducation ouverte et aux pratiques éducatives ouvertes. Elles s'appuient également sur des licences libres ou ouvertes comme les licences Creative Commons ouvertes qui offrent les permissions d'adaptation et modification à un tiers utilisateur, telles que CC BY, CC BY-NC, CC BY-SA et CC BY-NC-SA. Ces deux dernières, par l'usage de la clause Copyleft (SA : Share Alike), garantissent la réciprocité du partage en cas de modification et diffusion.

## Origine de l'appellation
Cette expression a été adoptée pour la première fois lors du forum 2002 de l'UNESCO sur l'impact des logiciels de cours libres pour l’enseignement supérieur dans les pays en voie de développement, organisé par l'UNESCO avec la Fondation William et Flore Hewlett et le WCET, the Western Cooperative for Educational Telecommunications.

## Définition
Le rapport issu du forum 2002 de l'UNESCO définit ainsi les REL :

« La définition officielle des ressources éducatives libres est la suivante : La libre mise à disposition de ressources éducatives, rendue possible par les technologies de l'information et de la communication, pour consultation, utilisation et adaptation par une communauté d'utilisateurs à des fins non commerciales. »

Les ressources éducatives libres sont les matériaux numériques mis à disposition librement et gratuitement pour que des éducateurs, des étudiants et des apprenants les réutilisent, voire les modifient pour l'enseignement, l'apprentissage et la recherche. 
Les REL sont également discutées lors du deuxième forum mondial sur l'assurance qualité, l'accréditation et la reconnaissance des qualifications (juin 2004, UNESCO, Paris).
Les ressources éducatives libres (REL) ont été définies comme :
- Ressources d'apprentissage : logiciel de cours, modules de contenus, objets d'étude, soutien aux étudiants et outils d'évaluation, et comme communautés d'étude en ligne ;
- Ressources de soutien pour les enseignants : outils pour les enseignants et matériels de support pour leur permettre de créer, d'adapter, et d'utiliser les REL, ainsi que comme matériaux de formation et autres outils d'enseignement pour enseignants ;
- Ressources pour assurer la qualité de l'éducation et des pratiques éducatives.

## Rapport aux logiciels libres
La plupart des communautés REL utilisent des logiciels libres ou des logiciels largement répandus pour développer leurs contenus. Les logiciels libres, généralistes ou destinés à l'enseignement (dont les didacticiels) peuvent d'ailleurs eux-mêmes constituer des REL.

## Projets
Wikiversité est l'un des premiers portails web spécifiquement dédiés aux REL, et l'un des rares à être multilingue.
Khan Academy est une association à but non lucratif fondée en 2006 par Salman Khan. Sur le principe de « fournir un enseignement de grande qualité à tous, partout », le site web publie en ligne un ensemble gratuit de plus de 2 200 minileçons, via des tutoriels vidéo stockés sur YouTube, abordant les mathématiques, l'informatique, l'histoire, la finance, la physique, la chimie, la biologie, l'astronomie, la musique, l'art pictural et l'économie.[réf. nécessaire]
data.abuledu.org, lancé en 2010, consiste à stocker, diffuser et indexer toutes les ressources éducatives libres (en granules non divisibles) du projet AbulÉdu selon la norme SCOLOMFR. Tous ces granules sont ensuite assemblés en tant que ressources pédagogiques évoluées dans les différents logiciels d'AbulÉdu.
Sugar Labs (en) lance en 2011 un projet visant à remplacer les manuels scolaires par des ressources numériques distribuées sous licences creative commons. La fondation FLOSS Manuals soutient le projet avec sa plateforme booki.
Depuis 2013, TV5Monde propose un portail web de ressources pédagogiques pour le FLE, librement téléchargeables.
Depuis 2013, l'association Éducation et Numérique propose un environnement auteur qui permet aux enseignants de créer des ressources numériques sous licence Creative Commons Attribution. Les ressources sont automatiquement ajoutées au catalogue libre d'accès.
Le projet SOHA (La science ouverte comme outil collectif de développement du pouvoir d'agir et de justice cognitive) développe depuis 2014 des ressources éducatives et scientifiques libres destinées aux universités africaines et haïtiennes, en collaboration avec l'Association science et bien commun.
Ada & Zangemann livre sous licence libre évoquant le logiciel libre et les enjeux du numériques dont la traduction française a été réalisée par une centaine d'élèves dans le cadre d'un projet pédagogique.